# Кан, Диогу
Дио́гу Кан (порт. Diogo Cão; [di'oɣu kɐ̃ũ]; ок. 1440 — 1486) — португальский мореплаватель, который своими плаваниями вдоль западного побережья Африки проложил дорогу Бартоломеу Диашу и Васко да Гаме. В 1482 году открыл устье реки Конго.

## Биография
Выходец из старинного рода. Его отец служил королю Афонсу V, а дед — Жуану I.
В 1481 году на престол вступил король Жуан II, который принял решение продолжить плавания, намеченные в то время уже покойным Генрихом Мореплавателем, в результате которых португальские моряки к тому времени продвинулись вдоль западного побережья Африки до Золотого Берега. Вместе с тем, португальцам нужно было также и обосноваться на открытых ранее территориях. С этой целью была снаряжена флотилия из нескольких кораблей под командованием Диогу де Азамбужа, который получил приказ основать крепость на Золотом Берегу. Диогу Кан, который уже имел немалый опыт плаваний в районе Гвинейского залива, был одним из капитанов в составе этой экспедиции. Ему король поручил предпринять плавание на юг вдоль западного берега Африки за пределами открытых ранее португальцами территорий.
В декабре 1481 года флотилия вышла из Лиссабона и вскоре достигла территории современной Ганы. Здесь началось строительство крепости Сан-Жоржи-да-Мина, а летом 1482 года Диогу Кан, запасшись большим количеством воды и провианта, отправился дальше во главе двух или трёх (точное число неизвестно) кораблей. Миновав земли, открытые ранее Фернаном ду По, экспедиция пересекла экватор и вышла из Гвинейского залива. Здесь моряки по изменившемуся цвету воды поняли, что неподалёку находится какая-то большая река. Ожидания оправдались — вскоре корабли достигли реки Конго, которую Кан сперва назвал Рекой Падрана (Rio do Padrão) в честь того, что здесь моряки установили падран, подтверждающий открытие этих земель Португалией, но это название сохранилось только за южным мысом в устье Конго (Пунта-ду-Падран). Не собираясь останавливаться на достигнутом, мореплаватель продвинулся ещё дальше к югу, установив второй падран на побережье современной Анголы, после чего португальские корабли повернули назад. По возвращении в Португалию в апреле 1484 года Кан был щедро награждён королём за свои открытия, получив дворянский титул и пожизненную пенсию.
Во время второго плавания в 1485 году его сопровождал картограф Мартин Бехайм, создавший знаменитое «земное яблоко». Во время этого плавания Диогу Кан открыл всё побережье Анголы и доплыл до мыса Кросс на территории современной Намибии. Там он также поставил падран, который был обнаружен в 1893 году и копия которого стоит там по сей день. Почему он от этого места повернул назад, хотя экспедиция была рассчитана на три года, а он в плавании находился всего полтора, до сих пор неизвестно. Возможно, это связано с его болезнью, возможно — с недостатком припасов и плохим состоянием здоровья экипажа. Если бы Кан продолжил плавание, то был бы первым, кто достиг южной оконечности Африки. Другая версия гласит, что он принял открытый им мыс за самую южную точку Африки и решил, что путь в Индию уже открыт.
В общей сложности Диогу Каном был открыт отрезок берега протяжённостью около 2500 км, то есть больше, чем всеми португальскими морскими экспедициями в эти места до него. Кан также торговал с аборигенами королевства Конго и крестил местного правителя Нзинга Нкуву.
Согласно одним авторам, он умер на обратном пути, согласно другим — вскоре по прибытии на родину. В знак признания заслуг ему были пожалованы пожизненная пенсия и дворянский титул. На основании его открытий Педру Рейнел в 1485 году создал первую подписанную навигационную карту.